# August Alphonse Derbès
August Alphonse Derbès (8 de mayo de 1818, Marsella - 27 de enero de 1894, Marsella) fue un profesor, naturalista, zoólogo y botánico francés de la Universidad de Marsella, que estudió la reproducción de los erizos de mar y de las algas.
Derbès fue el primer científico en observar la fertilización de un óvulo en un animal cuando detalla el proceso de formación de una envoltura alrededor de los gametos durante la reproducción de erizo de mar, un proceso que ahora se sabe que está asociada con liberación de Ca2+.

## Honores

### Eponimia
- (Asteraceae) Picridium derbesii Castagne[4]
- La abreviatura «Derbès» se emplea para indicar a August Alphonse Derbès como autoridad en la descripción y clasificación científica de los vegetales.[5]